# BSA Sloper
La série S BSA, plus connues sous le nom de BSA Sloper, est une série de motos fabriquée par la Birmingham Small Arms Company (BSA) de 1927 à 1935.

## Conception et développement
Lancée en 1927, cette moto avait un moteur à soupapes en tête de 493 cm3 incliné vers l'avant afin de pouvoir loger ce moteur longue course dans le cadre. Elle était équipée d'un réservoir de selle qui permettait une position assise basse, améliorant le centre de gravité et la maniabilité. On ne connaît pas l'origine du préfixe S de cette nouvelle série qui pouvait désigner sloper, speed ou silence. Cependant Sloper devenant le terme utilisé par les motards il fut finalement adopté par BSA pour le marketing. La gamme Sloper est restée à peu près la même jusqu'à sa disparition en 1935. Chaque modèle étant désigné par les deux lettres de l'année, comme par exemple la S31 produite en 1931.
Les premiers modèles étaient équipées d'un monocylindre de 493 cm3 (80 x 98 mm) surmonté d'un boîtier en aluminium moulé pour les culbuteurs, avec des ressorts de soupapes apparents. À côté du cylindre en fonte, des tubes chromés recouvraient les tiges des poussoirs. Des profils de cames douces et des bases larges sur les poussoirs garantissaient de ne pas avoir un claquement de soupapes, faisant pour beaucoup de ces utilisateurs l'une des machines les plus lisses et les plus silencieuses dans la catégorie des motos de 500 cm3. Le carter moteur abritait à la fois un grand et lourd volant et un réservoir d'huile séparé contrôlé manuellement.
Les premiers modèles avaient une cadre duplex et une boîte à trois vitesses, mais le tube supérieur fut bientôt remplacé par une pièce forgée en I pour supporter une nouvelle colonne de direction. Vers 1929/30, le moteur reçut une culasse à deux soupapes et le moteur à soupapes en tête fut rejoint par un modèle moins populaire à soupapes latérales; ces modèles recevaient également des éléments chromés supplémentaires. À partir de 1932, tous les modèles étaient équipés d'une boîte à 4 vitesses.
À partir de 1930 il fut proposé un kit sportif optionnel au prix de 10 £, comprenant un piston à compression élevée, des soupapes et des ressorts en acier trempé et une bougie d'allumage de type compétition, mais la société trouva peu d'acheteurs. Luxueusement équipé, le Sloper proposait même, à partir de 1932, une lampe baladeuse détachable, incorporée au tableau de bord.
Le grand et lourd volant associé aux cames douces donnait au Sloper un rythme lent volontaire, complété par de grands silencieux en queue de carpe. Menées à un rythme tranquille avec un entretien correctement effectué, ses motos étaient réputées endurantes. La vitesse de croisière était de 89 km/h, avec une vitesse maximale d’environ 121 km/h pour la version Super Sport.
La production cessa en 1935, époque à laquelle il n'y avait plus que deux modèles, un à soupapes en tête et un à soupapes latérales, toutes deux d'une cylindrée de 595 cm3.

## Voir également
- Liste des motos des années 1920
- Liste des motos des années 1930